# Partito Progressista (Stati Uniti d'America 1912)
Il Partito Progressista degli Stati Uniti d'America (anche detto Bull Moose Party) è stato un partito politico attivo dal 1912 al 1920.

## Storia
Venne fondato dopo che William Howard Taft era stato candidato alla presidenza per le elezioni del 1912 per il Partito Repubblicano, nonostante Theodore Roosevelt avesse vinto le primarie contro Robert M. La Follette. Roosevelt fece allora una scissione fondando il Partito Progressista.
Alle elezioni del 1912 Roosevelt conquistò più voti di Taft, con il 27,4% dei voti e 88 grandi elettori contro il 23,2% e gli 8 grandi elettori di Taft, tuttavia fu battuto dal candidato del Partito Democratico Woodrow Wilson che conseguì il 41,8% dei voti e 435 grandi elettori.
Dopo la morte di Roosevelt nel 1919 il partito si sfaldò e si divise nel Partito Progressista di Robert M. La Follette ed il Partito Progressista della California.